# آمبودینونوکا رانگالانا
آمبودینونوکا رانگالانا (به لاتین: Ambodinonoka Rangalana) یک منطقهٔ مسکونی در ماداگاسکار است که در آتسینانانا واقع شده‌است. آمبودینونوکا رانگالانا ۴٬۴۵۵ نفر جمعیت دارد.